# Skáli
Skáli este un oraș din Insulele Faroe.